# DeKalb County, Indiana
De Kalb County är ett county i delstaten Indiana, USA. År 2010 hade countyt 42 223 invånare. Den administrativa huvudorten (county seat) är Auburn.

## Geografi
Enligt United States Census Bureau har countyt en total area på 942 km². 939 km² är land och 3 km² är vatten.

### Angränsande countyn
- Steuben County - nord
- Williams County, Ohio - nordost
- Defiance County, Ohio - sydost
- Allen County - syd
- Noble County - väst
- LaGrange County - nordväst